# Koulikoro
Koulikoro est une ville et une commune urbaine malienne, chef-lieu du cercle et de la deuxième région malienne, qui portent son nom. La ville de Koulikoro compte 63 836 habitants en 2023 dont 31 700 hommeset 32 136 femmes. Ses habitants sont appelés les Koulikorois et les Koulikoroises.

## Géographie
La ville est située sur la rive gauche du fleuve Niger, à 60 km au nord-est de Bamako, par la route nationale RN 27. Elle s'étend sur la plaine en bordure du fleuve surplombée par un plateau extension des monts Manding appelé le Niana Koulou. La commune urbaine de Koulikoro qui s'étend sur 3,9 km2 ou 15 km2 selon l'étude socioéconomique du ministère de la santé réalisée en 2021, est enclavée dans la commune rurale de Méguétan.

## Histoire
C’est sur le site de Koulikoro qu’a eu lieu la grande bataille historique, en 1235, entre Soumaoro Kanté, roi du royaume de Sosso, et Sundjata Keïta, roi du Mandé, futur empereur du Mali. Dans la colline sacrée (Nianan Kulu) aurait disparu Soumaoro Kanté.
Koulikoro a été fondée au début du XIXe siècle par un Bambara, Dioba Diarra, qui, venant de Farako dans le royaume de Ségou, s’installa avec son frère d’abord à Kélé, puis à Kélan et Kayo avant de s’installer au pied de la montagne (« Koulo koro » en bambara). Ce qui était au départ un simple hameau devint un village puis la capitale du Meguetan, une principauté bambara tributaire du Royaume bambara de Ségou. 
En 1884, le capitaine français de Lanneau signe un traité de protectorat avec Ouodiou Diarra, chef de village de Meguetan de Koulikoro. Koulikoro s’est développée avec la ligne du chemin de fer de Kayes au Niger. Le 10 décembre 1904, le premier train entrait en gare de Koulikoro, terminus de la ligne reliant la capitale sénégalaise au fleuve Niger.
La subdivision a été créée par les colonisateurs français en 1889 et fut érigée en cercle le 17 avril 1957. Alors que le Soudan français  est une colonie française, Koulikoro devient par la loi française du 18 novembre 1955, une commune de moyen exercice, dirigée par un maire, fonctionnaire nommé par le chef de territoire, assisté d’un conseil municipal élu par un collège unique. Commune mixte en 1959, elle devient commune de plein exercice en 1966, et capitale de la 2e région administrative du Mali depuis 1977.

Vues historiques de Koulikoro
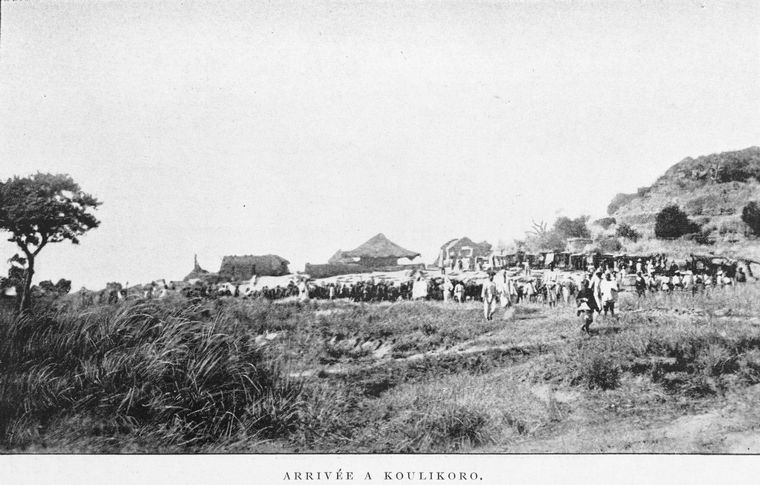
Arrivée de la mission Hourst.
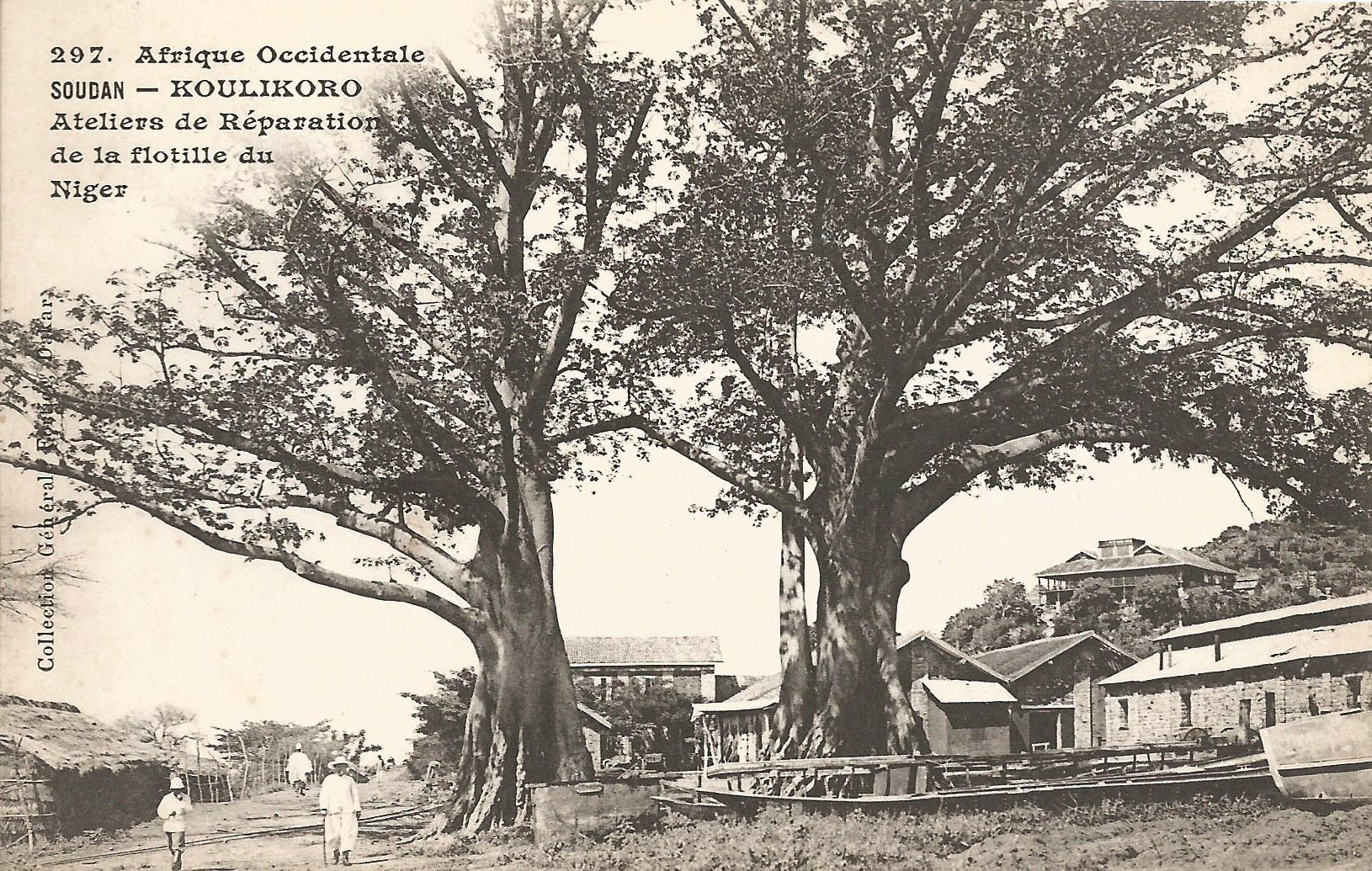
Ateliers de réparation de la flottille du Niger.
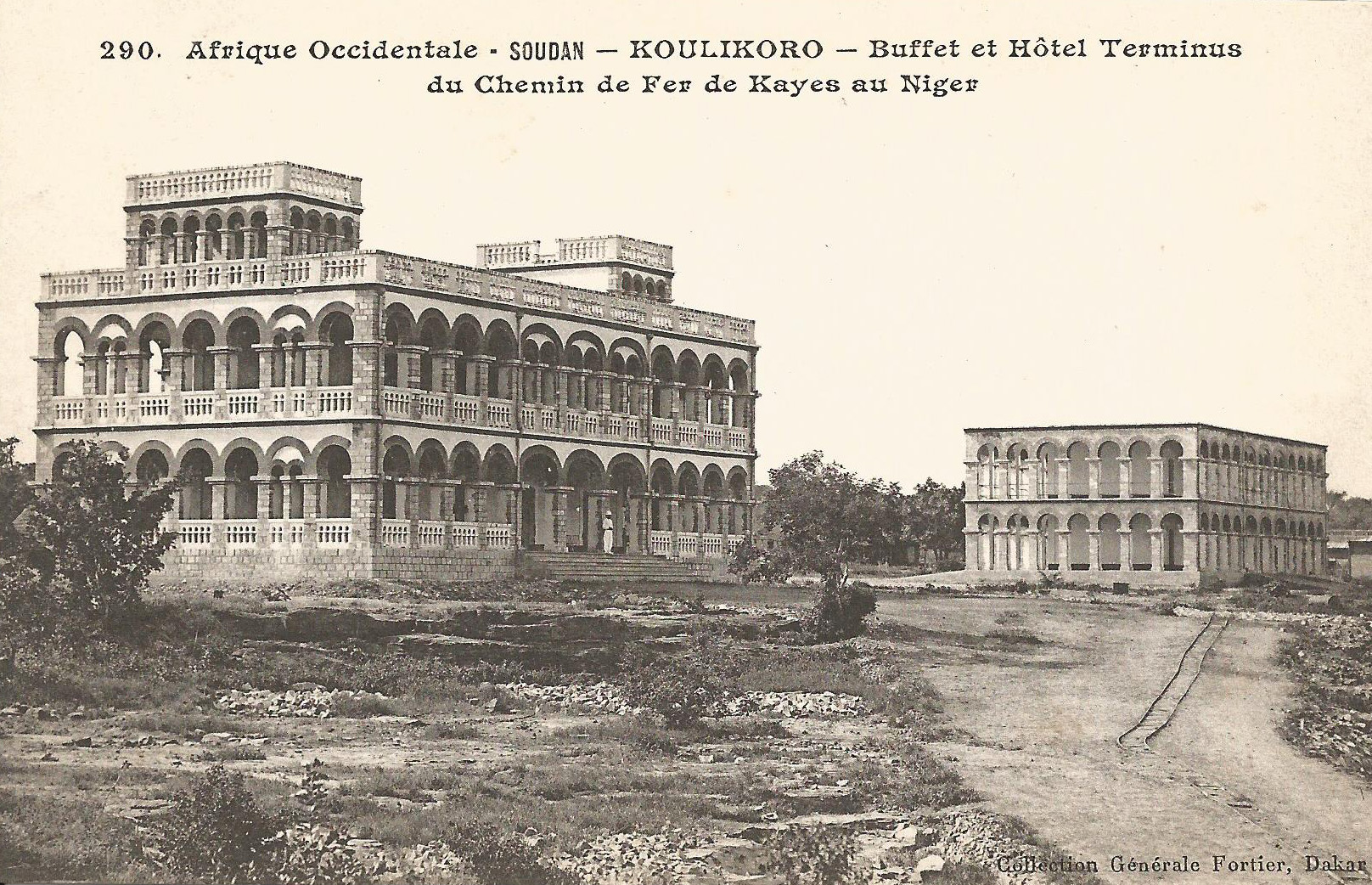
Buffet et hôtel Terminus.
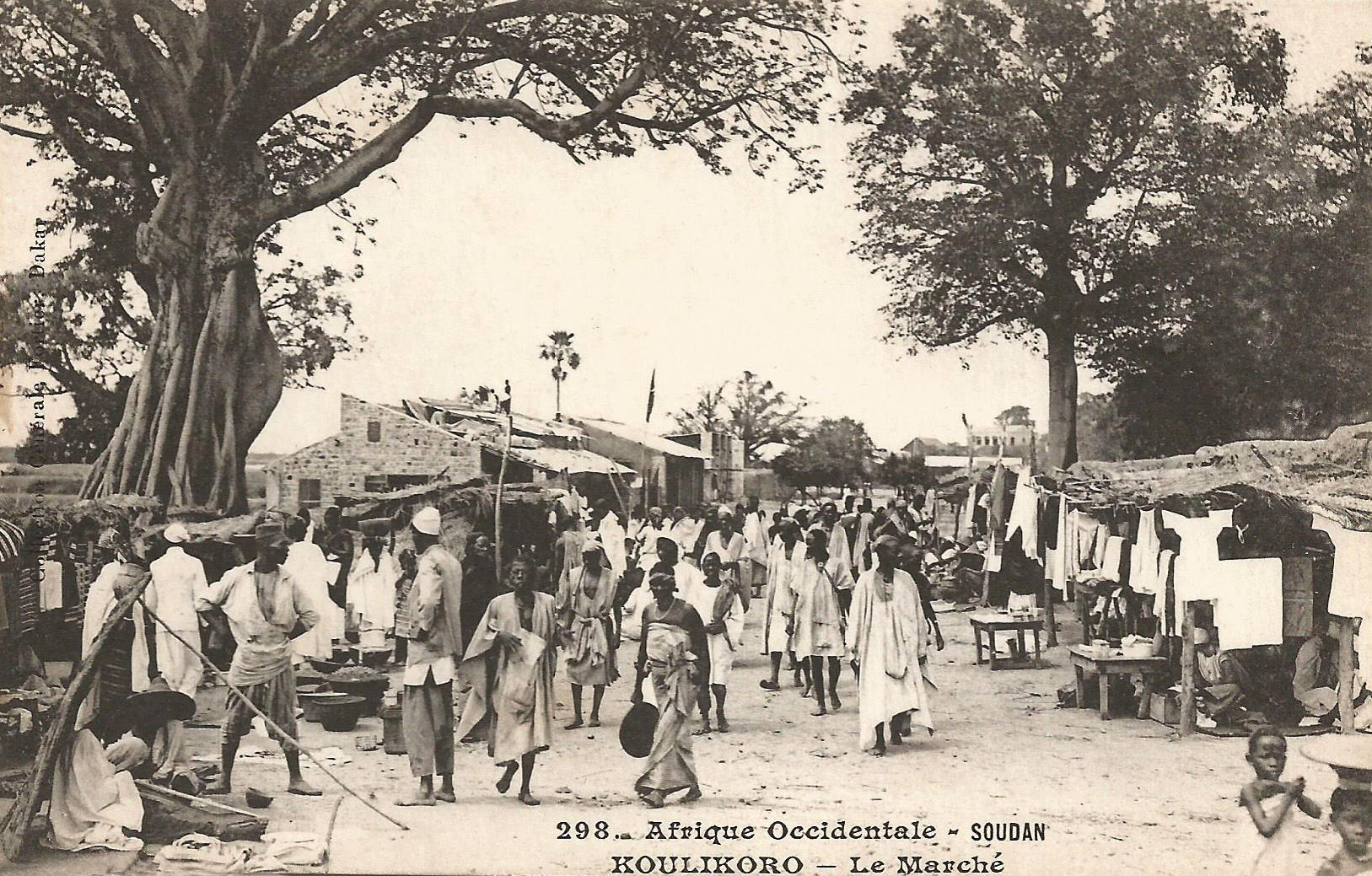
Marché.

La loi du 2 mars 1966 donne un statut commun à toutes les communes créées avant l’indépendance du Mali en 1960. Un conseil municipal élu désigne en son sein le maire et un ou plusieurs adjoints. 
En 1979, Koulikoro devient la capitale administrative de la deuxième région du Mali. Depuis 1980, l'École militaire interarmes de Koulikoro est installé à Koulikoro.

## Quartiers et villages
La commune urbaine de Koulikoro est divisée en sept quartiers en zone urbaine : Koulikoro I, Koulikoro II, Koulikoro Gare, Plateau I, Plateau II, Plateau III, Kolébougou et quatre villages en périphérie : Souban, Kayo, Katibougou et Thien. La ville est connue pour ses maisons datant de l'époque coloniale Française.

## Économie et transport
La ville de Koulikoro est très industrialisée. Elle est le terminus de la ligne du chemin de fer de Dakar au Niger. C’est un port important qui permet la desserte fluviale par la Compagnie malienne de navigation de Ségou, Mopti, Tombouctou et Gao entre août et novembre, à la fin de la saison des pluies.
Plusieurs sociétés sont installées à Koulikoro :
- l'Huilerie cotonnière du Mali (HUICOMA)
- la Compagnie malienne de navigation (COMANAV)
- l'Industrie de construction navale (INACOM)
- les Grands moulins du Mali (GMM) à Kayo
- la Briqueterie moderne du Mali
- la Coopérative Djemanguèle, qui produit des jus de fruits (Zeguené, Dah rouge, Goyave, etc.)

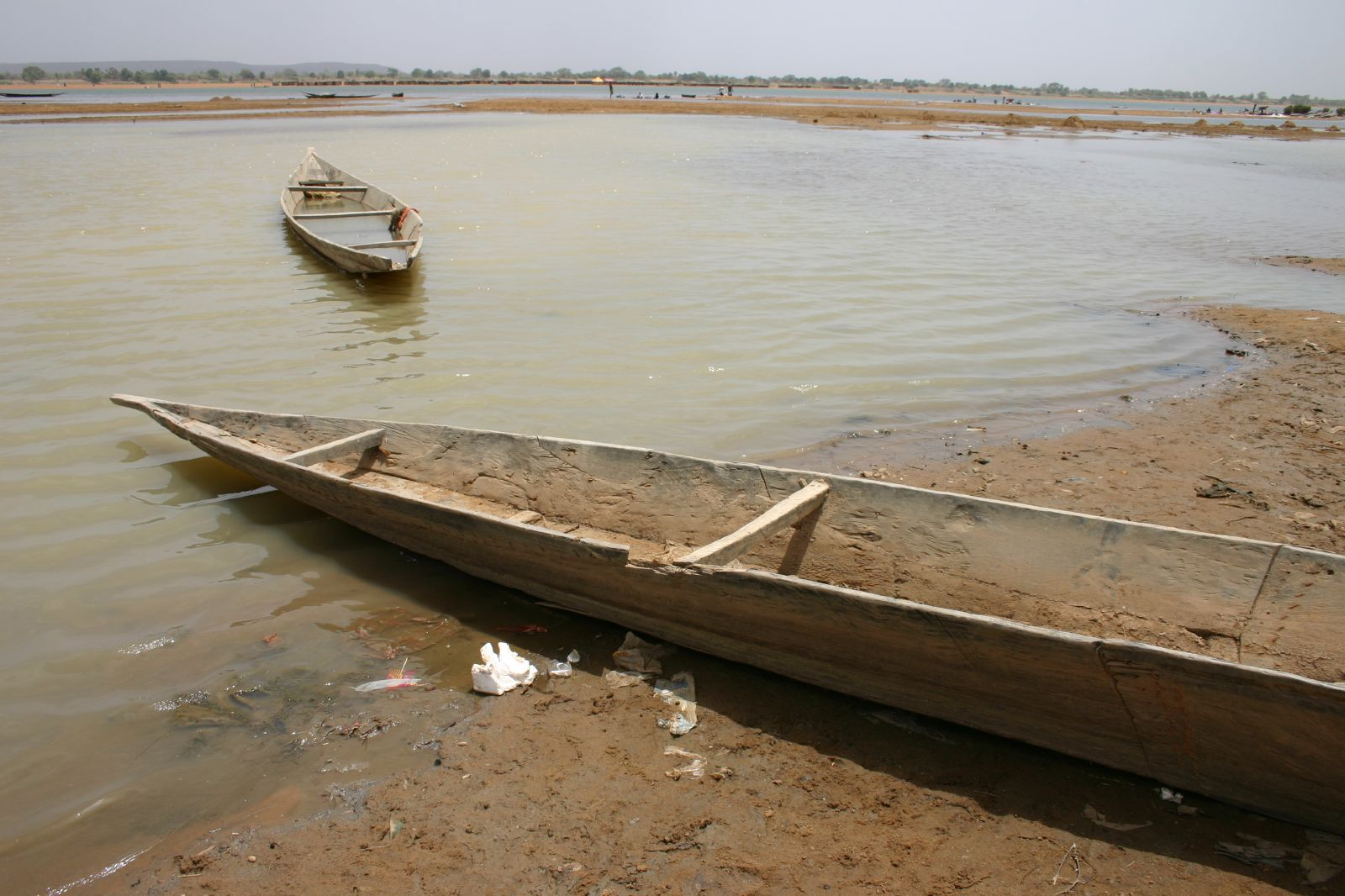
Bateaux de pêche sur le fleuve Niger
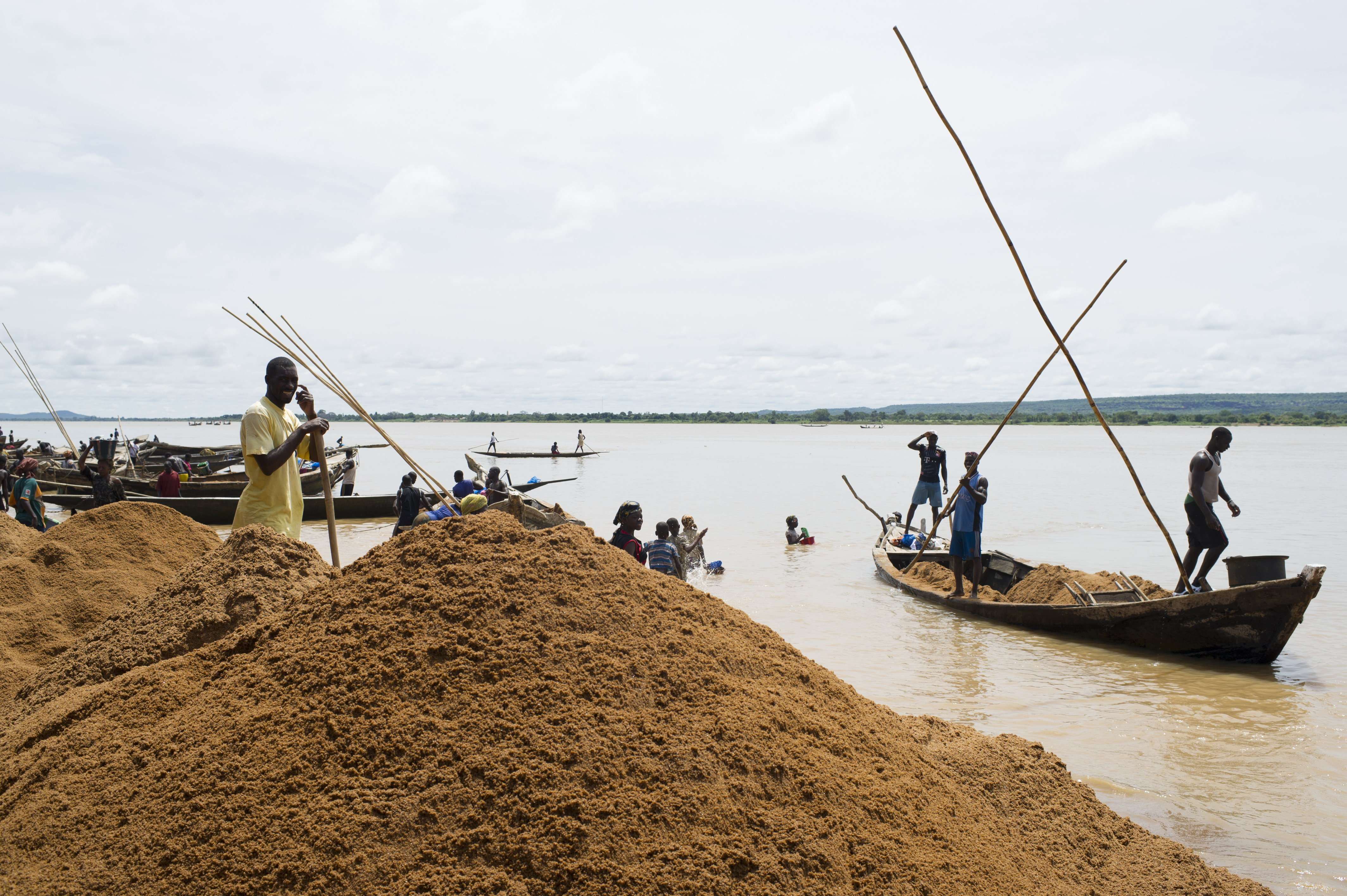
Exploitation du sable
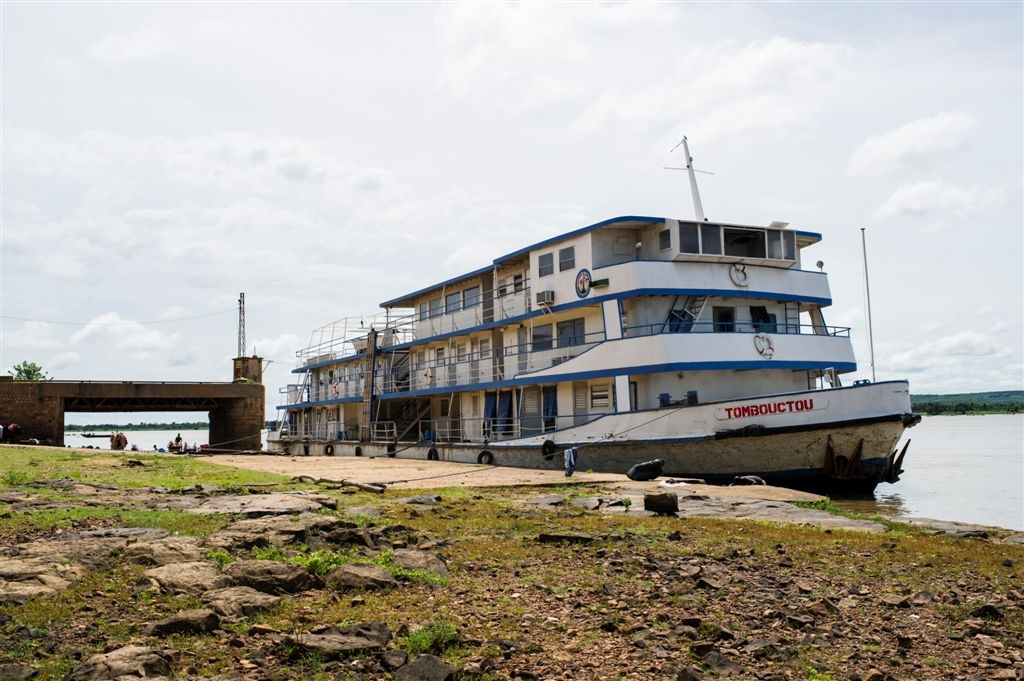
Le Tombouctou dans le port de Koulikoro

## Politique
Depuis avril 2024, Ali Moussa Tamboura est le maire de la commune urbaine de Koulikoro.
| Année | Maire élu            | Parti politique |
| ----- | -------------------- | --------------- |
| 2004  | Souleymane N’Diaye   | PDR             |
| 2009  | Youssouf Papa Traoré | Rpm             |
| 2016  | Eli Diarra           | URD             |
| 2020  | Bakoroba Kané        | Codem           |
| 2024  | Ali Moussa Tamboura  |                 |

## Militaire
La région de Koulikoro abrite le centre de formation de la mission européenne EUTM Mali, situé à une cinquantaine de kilomètres de Bamako. C'est là que les militaires européens assurent les formations de l'armée malienne. À noter également que ce centre a fait l'objet d'une attaque djihadiste  en février 2019.
L’école militaire interarmes de Koulikoro (Émia) se trouve aussi à Koulikoro.

## Éducation

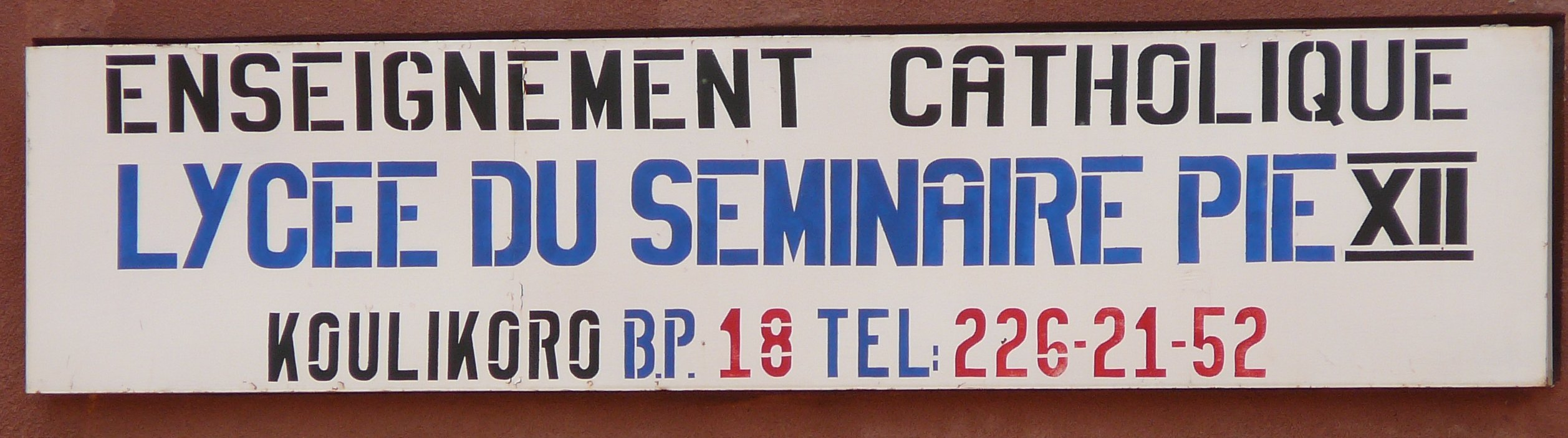
Lycée du Séminaire Pie XII

Le lycée Dioba Diarra de Koulikoro est jumelé depuis le 15 février 2010 avec le lycée Castel de Dijon (France), après plusieurs années d’échanges entre les deux établissements scolaires.

## Sports
L'Association sportive Nianan est un club  de football basé à Koulikoro.

## Jumelages
Koulikoro est jumelée avec :
- Quetigny (France) ;
- Bous (Sarre) (Allemagne).